# Суассон, Жан-Пьер
Жан-Пьер Суассон (фр. Jean-Pierre Soisson; 9 ноября 1934[…], Осер — 27 февраля 2024, Осер) — французский политический деятель и писатель.  Депутат Национального Собрания Франции (10 сроков подряд; 1968—2012). В 1978—1993 годах занимал (с перерывами) четыре министерские должности. 

## Биография
Учился в лицее имени Жака Амио в Осере, затем изучал право в Парижском институте политических исследований, а затем — в Национальной школе администрации.
В 1961 году был мобилизован на войну в Алжире в качестве второго лейтенанта 3-го Африканского мотострелкового полка.
После возвращения поступил на службу в Счетную палату, а затем стал советником Эдгара Фора в его различных министерских кабинетах. Работал с Ивоном Буржем, когда тот был государственным секретарем по сотрудничеству.
С 1962 по 1968 год преподавал в Институте политических исследований в Париже.
С 11 июля 1968 по 19 июня 2012 года депутат Национальной Ассамблеи. Мэр города Осер с 14.03.1971 по 05.04.1998. Один из основателей и в 1977—1978 гг. председатель Республиканской партии.
Должности в правительстве:
- 27.05.1974 — 12.01.1976 государственный секретарь по делам университетов;
- 12.01.1976 — 25.08.1976 государственный секретарь премьер-министра, ответственный за профессиональное обучение;
- 27.08.1976 — 29.03.1977 государственный секретарь министра качества жизни, ответственный за молодежь и спорт;
- 05.04.1978 — 13.05.1981 министр по делам молодежи, спорта и отдыха;
- 29.06.1988 — 16.05.1991 министр труда, занятости и профессионального обучения;
- 17.05.1991 — 29.03.1992 государственный министр, министр государственной службы и административной модернизации;
- 02.10.1992 — 29.03.1993 министр сельского хозяйства и развития села.

С 1 января 1983 по 27 июня 1988 года вице-президент Генерального совета департамента Йонна. Вице-президент (17.03.1986-22.03.1992), президент (27.03.1992-17.04.1993 и 16.03.1998 — 28.03.2004) Регионального совета Бургундии. С 28.03.2004 по 28.03.2010 региональный советник Бургундии.
Умер 27 февраля 2024 году от рака, похоронен на кладбище Сен-Аматр в Осере.

## Сочинения
Автор книг:
- 1973 — Le piège (France-Empire)
- 1978 — La victoire sur l’hiver (Fayard)
- 1990 — Mémoires d’ouverture (Belfond)
- 1993 — Politique en jachère (Albin Michel)
- 1995 — Voyage en Norvège (Editions de l’Armançon)
- 1997 — Charles le Téméraire (Grasset)
- 2000 — Charles Quint (Grasset)
- 2003 — Marguerite, princesse de Bourgogne (Grasset)
- 2005 — Philibert de Chalon, Prince d’Orange (Grasset)
- 2008 — Paul Bert, l’idéal républicain (Éditions de Bourgogne)
- 2011 — Saint Germain d’Auxerre (Éditions Desclée)
- 2011 — Sainte Geneviève de Paris (Éditions Desclée)
- 2013 — Jacques Amyot 1513—1593 (Éditions France-Empire); 172 p. ; (ISBN 978-2-7048-1227-1)
- 2015 — Hors des sentiers battus-Chronique d’une vie politique 1962—2012 (Éditions de Fallois); 301 p. ; (ISBN 978-2-87706-880-2)
- 2017 — Les polars d’Edgar. Edgar Faure en ses romans policiers (Éditions de Fallois)

## Награды
Кавалер орденов Почетного легиона (11 ноября 2016) и ордена Сельскохозяйственных заслуг. Награждён тремя Крестами воинской доблести.